# Constant Permeke

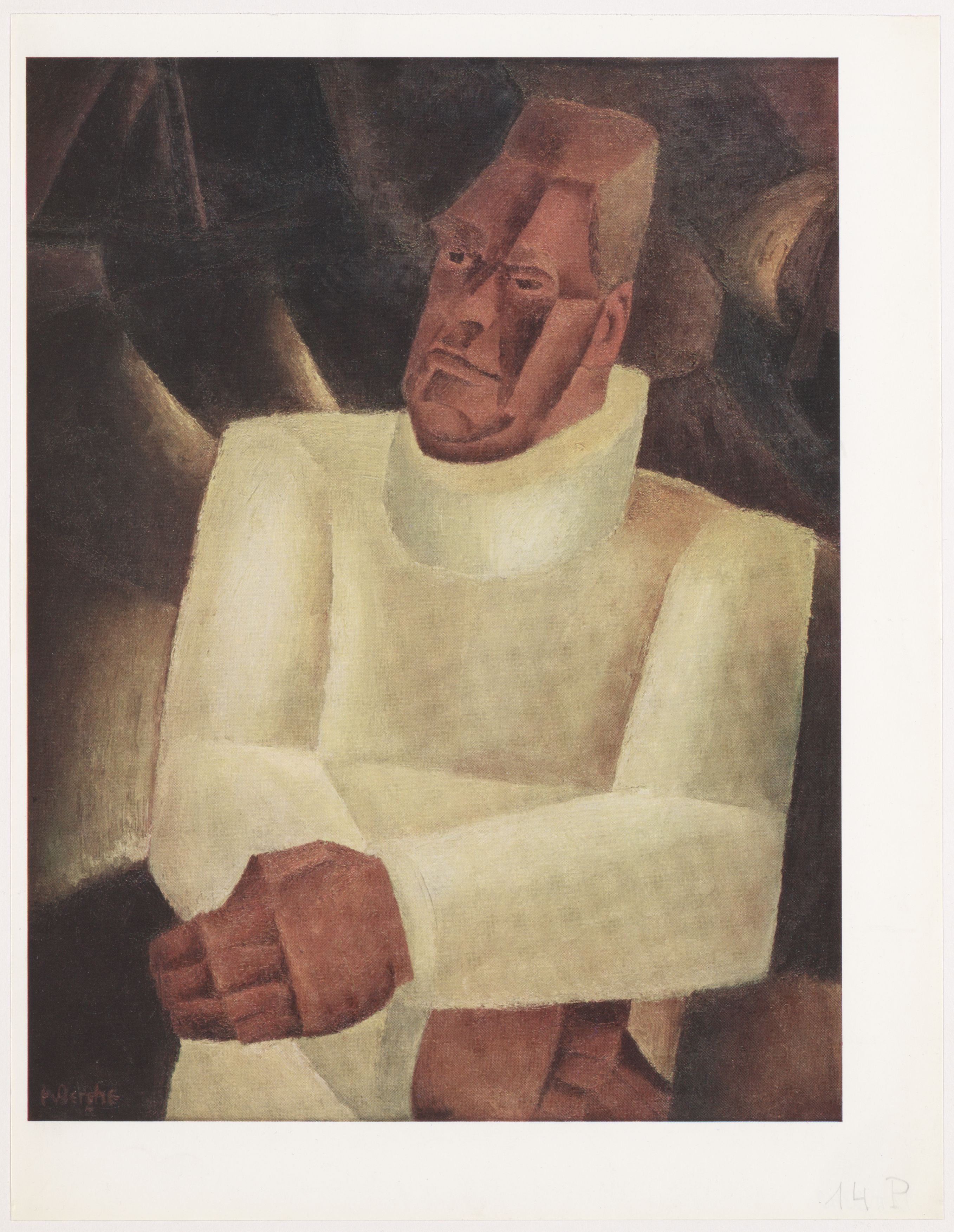
Permeke (1886-1952) door Frits Van den Berghe

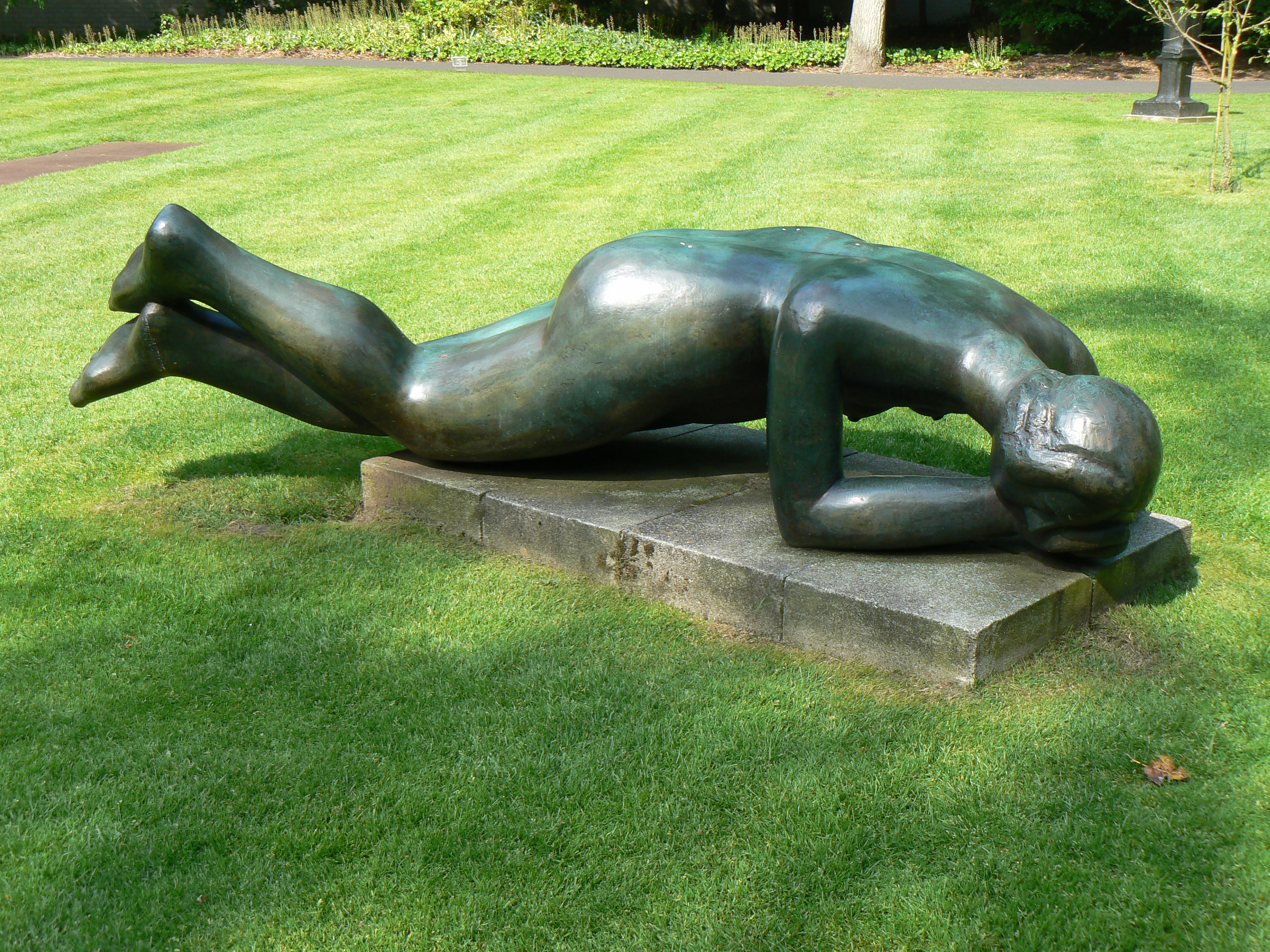
Niobe in het Beeldenpark van het Kröller-Müller Museum

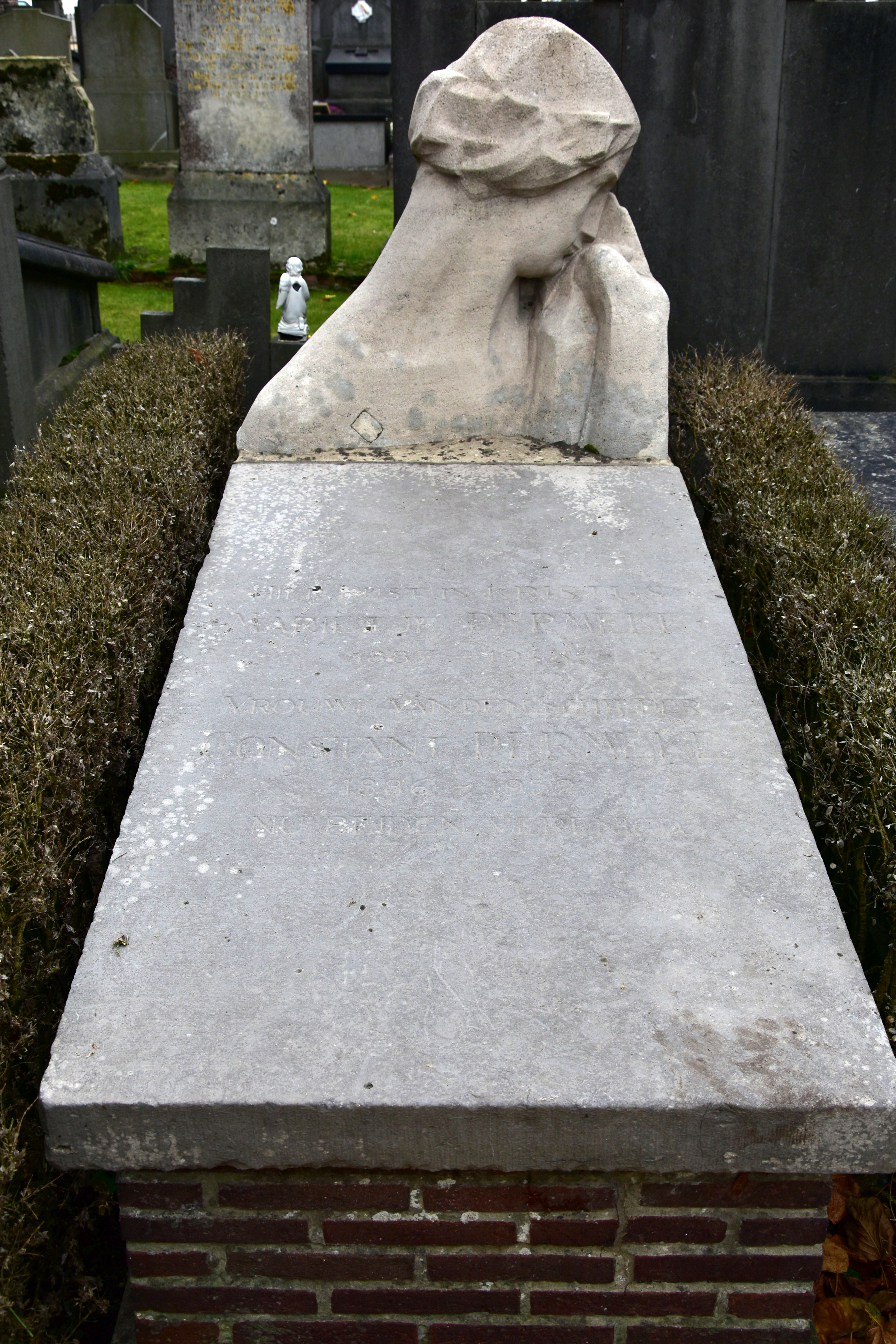
Het graf van Permeke bij de Sint-Blasiuskerk te Jabbeke

Constant Permeke (Antwerpen, 31 juli 1886 – Oostende, 4 januari 1952) was een Belgisch expressionistisch kunstschilder en beeldhouwer. Hij wordt gezien als belangrijkste vertegenwoordiger van het Vlaamse expressionisme. Hij is het meest bekend om zijn sterke en plechtige afbeeldingen van zeelieden en vissers met hun vrouwen.

## Levensloop

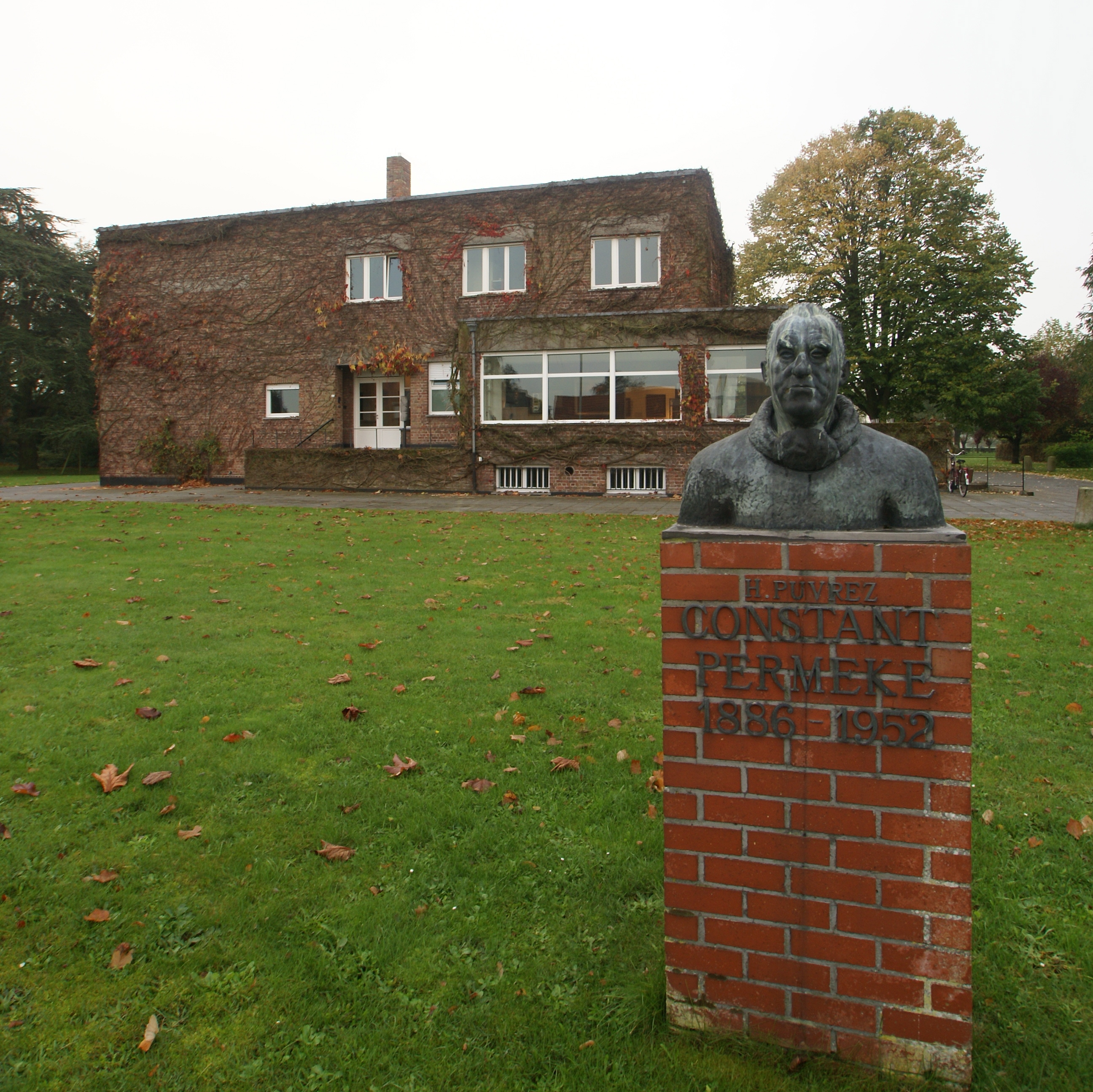
Het voormalige huis en atelier in Jabbeke, nu Permekemuseum

### Jeugd
Zijn vader Henri Permeke was afkomstig van Poperinge maar had aan de academie van Brussel gestudeerd en was een verdienstelijk landschapsschilder; daarnaast was hij restaurateur van schilderijen. Constant kreeg dan ook zijn eerste kunstonderricht van hem en hielp mee met restaureren, waarmee hij veel technische vaardigheid opdeed. In 1891 koos de vader met zijn boot Artis Amor en zijn gezin het zeegat, om ten slotte in 1892 aan te leggen in Oostende en er verder te blijven. In 1897 werd zijn vader er de eerste conservator van het Stedelijk Museum voor Schone Kunsten. De confrontatie met de Noordzee zou Constant Permeke aan de Vlaamse polders binden (hij zou sterven in zijn huis "Vier Winden" te Jabbeke waar hij met zijn gezin sinds 1930 woonde).
In zijn Oostendse jeugd liep Permeke van 1903 tot 1906 academie te Brugge, maar veel stak hij er niet op. Een van zijn medeleerlingen was Achiel Van Sassenbrouck. In 1905 maakte hij in het Kursaal van Oostende kennis met het werk van Eugène Laermans en Jakob Smits; hij bewonderde eerst echter vooral Emile Claus. Pas later zouden de andere twee schilders een thematische inspiratiebron voor hem vormen.

### Legerdienst
In 1906 verbleef hij te Gent, voor zijn militaire dienstplicht. Hij liet zich daar inschrijven aan de academie en werd ingedeeld bij de "Universitaire Compagnie", waardoor hij avondlessen kon blijven volgen en een zekere vrijheid kreeg om vriendschap te sluiten met belangrijke figuren als Frits Van den Berghe, Gustave De Smet, Henri Puvrez, Léon De Smet, de kunst-historicus André de Ridder en de criticus Paul Gustaaf Van Hecke. Sterk onder de invloed van "de prins van het Vlaamse luminisme" Emile Claus, die te Astene verbleef, en aangetrokken door de bekendheid van de eerste Latemse kunstenaarskolonie, rond Albijn Van den Abeele, vestigde de groep vrienden zich te Sint-Martens-Latem.

### Oostende
In maart 1908 mocht Permeke uit het leger en keerde hij terug naar Oostende. Ook Gust De Smet kwam naar Oostende, en het tweetal betrok samen een herbergkamer in de Kaaistraat. Geconfronteerd met het rauwe, harde vissersleven van die tijd, namen ze afstand van het lichte coloriet van Emile Claus, dat hen niet toeliet hun emotioneel beleven op het doek te brengen.

### Latem
In de lente van 1909 trok Permeke weer naar de Latemse vrienden, maar hij leefde er eerder teruggetrokken en interesseerde zich vooral voor de zware en pasteuse toets van Albert Servaes, die hij al eerder kende van zijn Gentse academietijd; zij wisselden veel uit, werden vrienden en schilderden samen op het platteland. De wederzijdse invloed in die tijd was zo sterk dat heel wat werken van de twee schilders bijna niet van elkaar te onderscheiden zijn; Permeke's schilderij De berechting bijvoorbeeld straalt onmiskenbaar een zekere mystiek uit. Servaes kon overigens toen al doorgaan voor de "Vader van het Vlaamse expressionisme". Permeke nam in die tijd deel aan de Salon Internationale de Liège, waar ook werken van Monet, Renoir en zelfs van de vroege Picasso hingen. In 1911 werd hij al toegelaten tot de jaarlijkse Salon van Kunst van Heden in Antwerpen, wat getuigde van een zekere erkenning.

### Huwelijk
Op 25 juni 1912 te Brugge trouwde Constant Permeke met Maria Delaere uit Poperinge, zijn "Marietje". Het koppel vestigde zich in de Vuurtorenwijk te Oostende, te midden van het harde, maar sociaal aan elkaar gehechte vissersvolk. Léon Spilliaert werd hier zijn naaste buur; de twee wisselden deze jaren artistiek gezien veel uit. Hier ontstond ook de eerste doorbraak van het Permekiaanse expressionisme in al zijn emotionele geladenheid: dof gehouden tonaliteit, brutale vormgeving en gedurfde vervormingen, om zijn expressieve kracht en passie samen te bundelen en zo zijn kunst tot leven te brengen.

### Eerste Wereldoorlog / Engeland
Toen in 1914 de Eerste Wereldoorlog uitbrak werd Permeke opgeroepen en ingezet bij de verdediging van Antwerpen; de vriendengroep werd uiteengerukt. Te Duffel raakte hij zwaargewond. Hij werd via een lazaret in Antwerpen overgebracht naar het Verenigd Koninkrijk, naar een hospitaal te South Hillwood. Na zijn herstel vond hij zijn vrouw en zijn moeder terug in Folkestone; hier werd ook zijn eerste zoon John geboren. Intussen ontstonden contacten met Belgische kunstvrienden als Edgard Tytgat, Gustave van de Woestijne, Aloïs Boudry en Hippolyte Daeye. Hij werd ontslagen uit de militaire dienst en trok naar Londen waar hij via het Rode Kruis huisvesting kreeg in Stanton St Bernhard; in de loop van 1915 maakte hij enkele aquarellen van de omgeving aldaar. In maart 1916 vestigde hij zich met zijn gezin in Chardstock (Devonshire), waar zijn dochter Beatty werd geboren op 18 september 1916; Gustave Van de Woestyne was als peterlap bij het doopsel aanwezig.
Los van conventies en van nieuwe artistieke tendensen ontwikkelde Permeke hier een eigen monumentale expressieve schilderstijl; wat zich in Oostende al had aangekondigd zette zich nu door, omringd door het Engels pittoreske natuurgebeuren. De vereenvoudiging in het beeld werd meer uitgesproken, de verf bracht hij nu dik op het doek aan en zijn kleurpalet werd strenger, met een overheersing van zwart, vaal grijs, groen, oker en gele oker. De menselijke figuur kreeg alle aandacht en werd op de voorgrond van het schilderij geplaatst, waar deze harmonisch en geordend het gehele oppervlak innam. Hier ontstonden zijn eerste echte monumentale werken, zoals De slachter, De ciderdrinker en De vreemdeling - alle drie gemaakt in 1916.

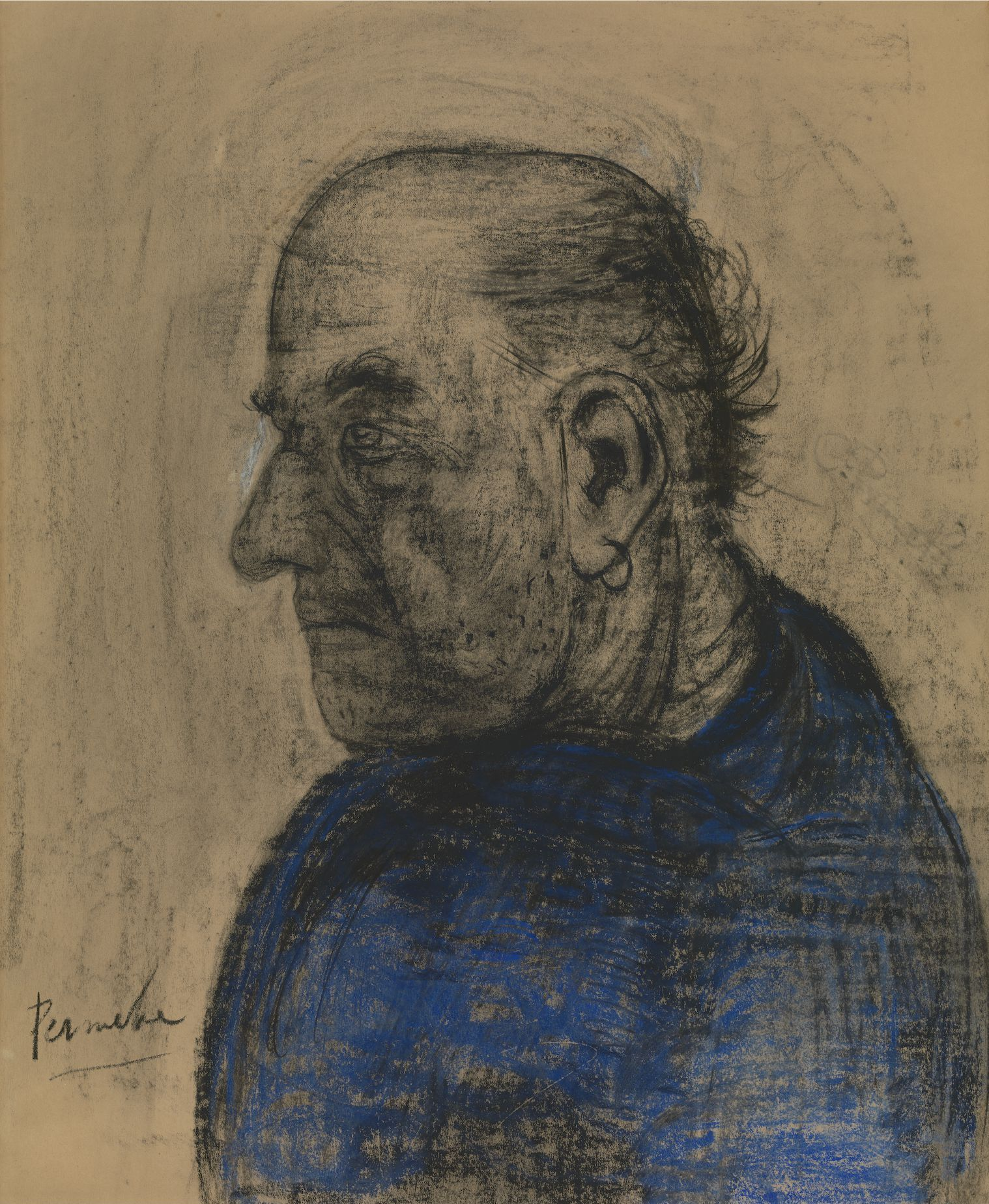
Oostendse visser in Museum van Deinze en de Leiestreek

In 1917 trok hij met het gehele gezin naar Sidford, waar ze vrij over een huisje mochten beschikken, dicht bij de zee. Hier werd zijn thema het landschap onder een blakende zon, waardoor de natuurlijke vormen worden aangetast tot ze min of meer abstract worden. De warme kleurengamma in deze werken van geel, goud, oker en rood doet denken aan het palet van Ensor en aan William Turner's kosmische luchten; zulke kleuren-explosies zijn een uitzondering in Permeke's gehele werk. Zijn Engelse landschappen hebben bovendien een hoge horizonlijn.

### Interbellum

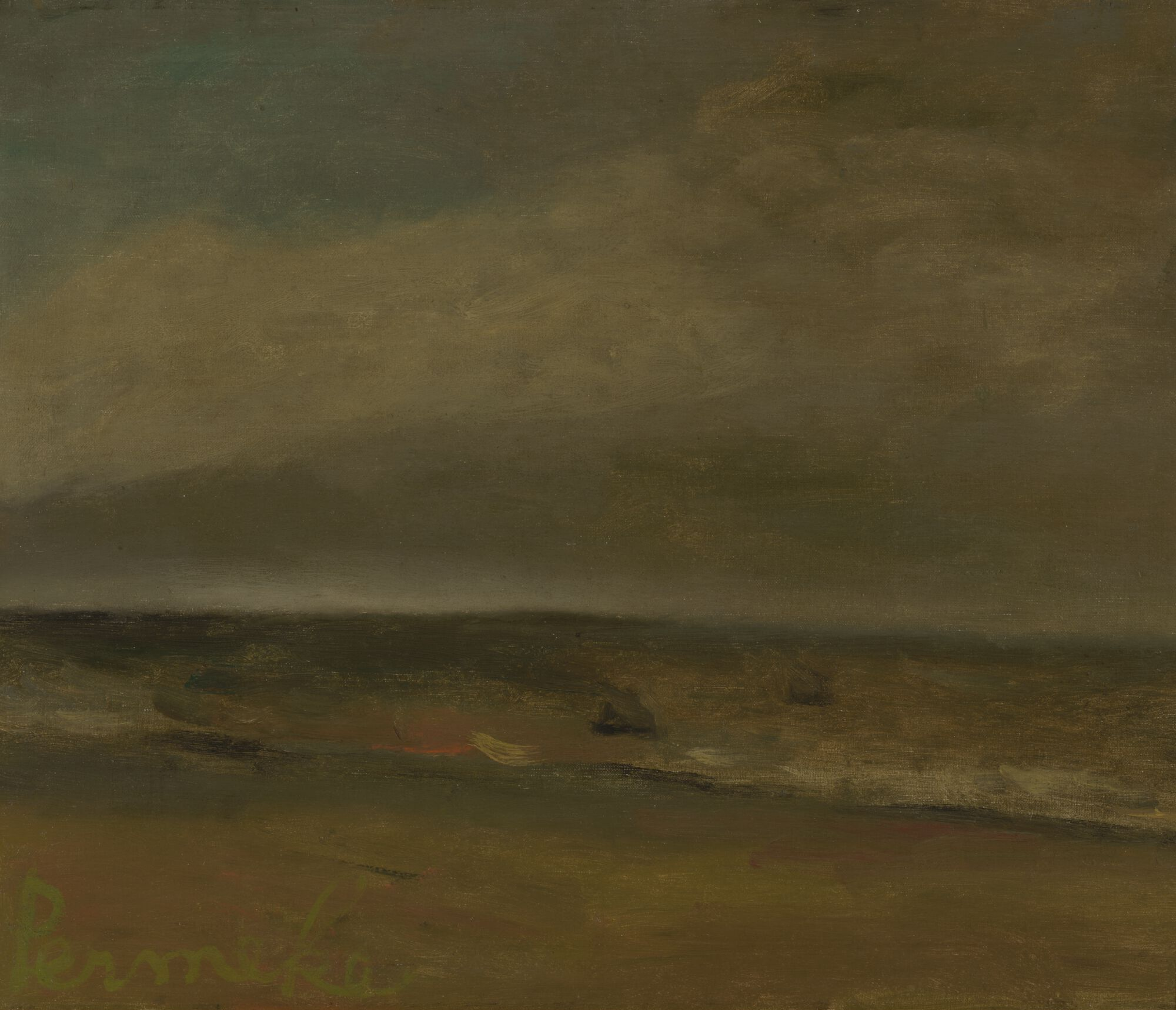
Zeegezicht in Museum van Deinze en de Leiestreek

In april 1919 keerde het gezin Permeke, met intussen drie kinderen, terug naar België, en nam zijn intrek naast zijn voormalige huis op de Oostendse Vuurtorenwijk dat zwaar beschadigd was. Na zijn levensroes van het Devonshire-landschap werd de kunstenaar nu geconfronteerd met een desolate, deels berooide visserswijk. Aanvankelijk maakte hij in Oostende veel tekeningen van de visserlui, nauwkeurig observerend schetste hij in ragfijne lijntjes met veel gevoel voor detail kleine figuurtjes, waarboven hij af en toe als titel een korte spreuk schreef, zoals Elk het zijne. In sombere, vinnige kleuren en krachtige, hoekige lijnen schilderde hij de figuren ook op doek in complexe achtergronden met een ingehouden dramatiek, zoals in De kermis en Kaai in Oostende bij maneschijn.  Hij verhuisde vervolgens naar de Langestraat in het visserskwartier (1921-1925) waar Gustave De Smet en Frits Van den Berghe - teruggekomen uit Nederland - zich bij hem voegden.
Op tentoonstellingen in Antwerpen en Brussel kon Permeke het Kubisme en het Constructivisme ten volle ontdekken. Vanaf 1920 begonnen zijn schilderijen meer geconstrueerd te worden, waarbij hij niet zozeer op het kubisme terugviel, maar meer op de bronnen daarvan - zoals het latere werk van Paul Cézanne en de Primitieve kunst. Ook de vriendschap met de beeldhouwer Oscar Jespers droeg ongetwijfeld bij tot Permeke's groeiende aandacht voor het constructieve element in een compositie en voor de Afrikaanse sculpturen. "Kunst van Heden" nodigde hem nu ook herhaaldelijk uit om zijn werk te exposeren, zoals in 1921 toen de Brusselse galerijhouders van "Sélection", P.G. Van Hecke en André de Ridderhem daar een opmerkelijke expositie bezorgden. Ook te Parijs, in de galerij "La Licorne", in hetzelfde jaar, waar hij samen met De Smet exposeerde, was het Franse onthaal een revelatie. Tussen 1922 en 1924 trok hij ook regelmatig naar Astene, om er samen te schilderen met Frits Van den Berghe. Hier ontstonden zijn eerste werken die blijk gaven van een grote zin voor abstractie en synthese, waarbij de menselijke figuur centraal stond. Het sterk-gestructureerde maakte nu plaats voor een meer spontane en vrije schilderwijze. Toen in 1923 zijn derde zoon, Mattheus stierf had dit ook een weerslag op zijn kleurgebruik; hij werkte daarna hoofdzakelijk met zwart. Het platteland en het boerenleven verdrongen nu langzamerhand als thema de zee en het vissersleven. Permeke begon nu ook een gevestigde naam te krijgen; bij galerie Giroux in Brussel kreeg hij zijn eerste overzichtstentoonstelling aangeboden met 270 werken, alle tussen 1912-1924. Ook exposeerde hij regelmatig in de Brusselse galerie du Centaure en galerie L. Manteau die er in 1923 was geopend; met de Franse schilder Raoul Dufy had hij daar onder andere een dubbeltentoonstelling. In Parijs deed hij mee met tentoonstellingen van Belgische kunst en kunstenaars, in 1923 en 1924 in Jeu du Paume. In 1926 verbleef hij kort te Vevey (Zwitserland). Hij schilderde er enkele berglandschappen, die Albert Servaes interesseerden.

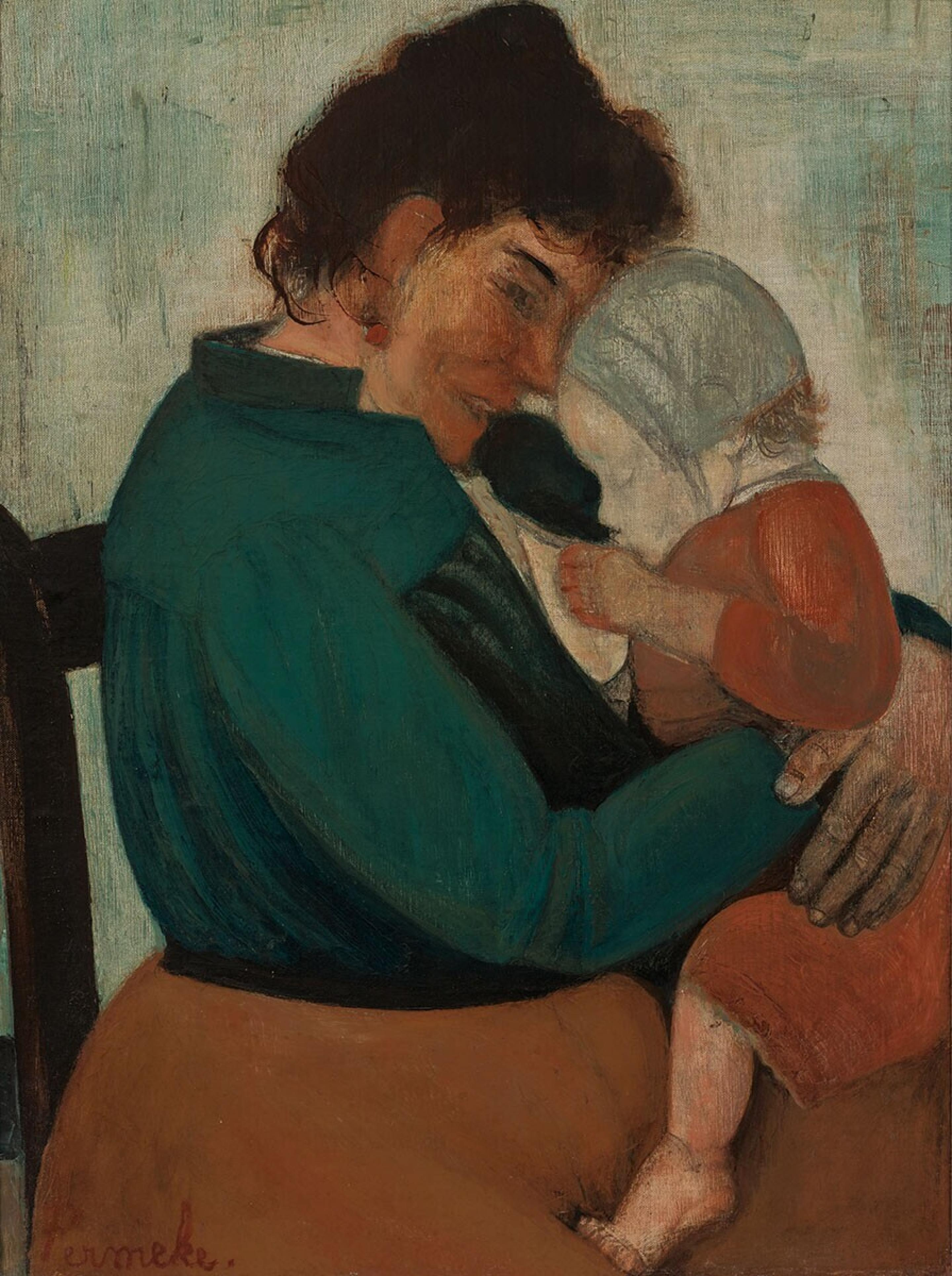
Moederschap (vrouw uit Oostende) (1913)
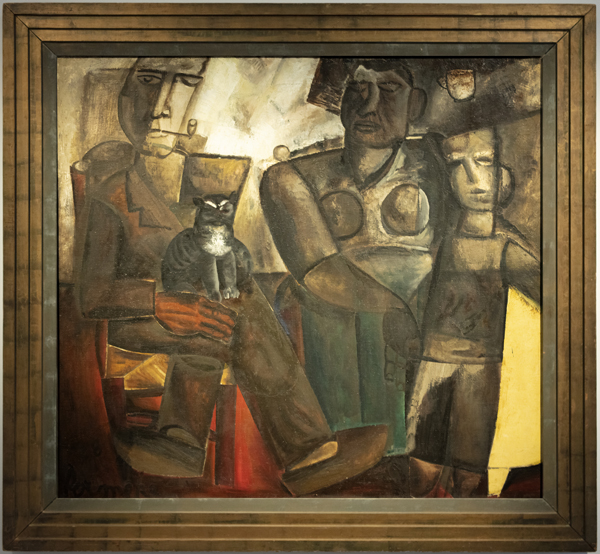
Boerengezin met kat (1928)
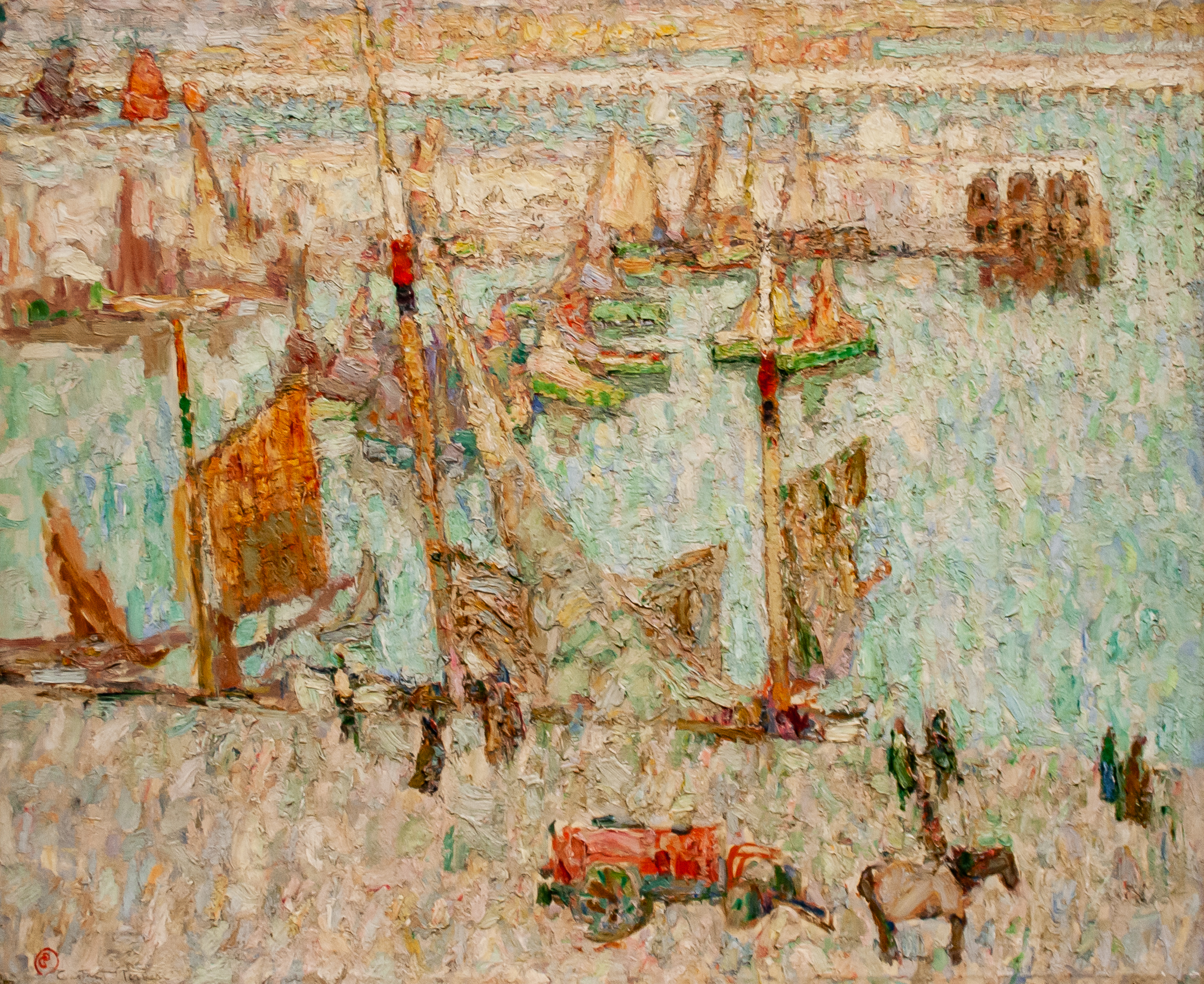
De haven van Oostende
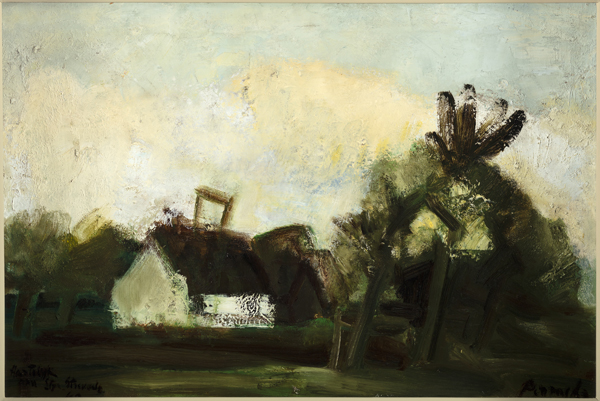
Landschap met molen te Tiegem
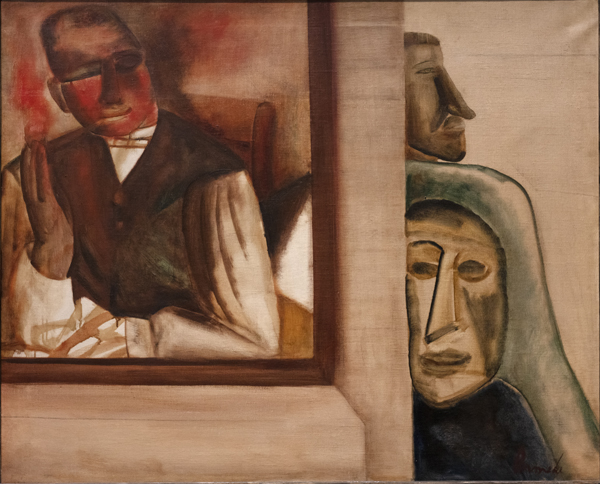
De roker (circa 1927)
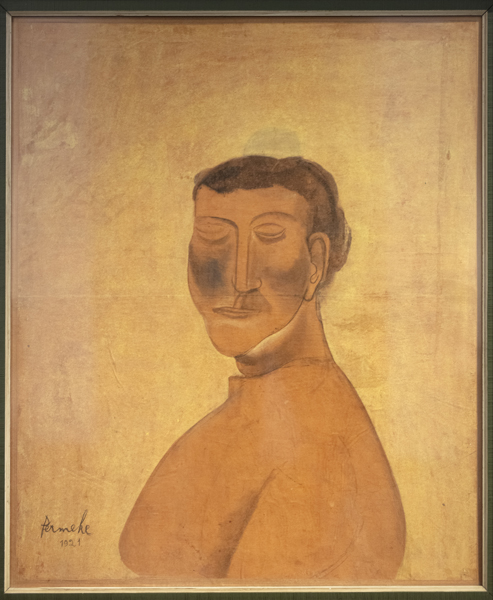
Vissersvrouw (1921)
Naakte vrouw 1921
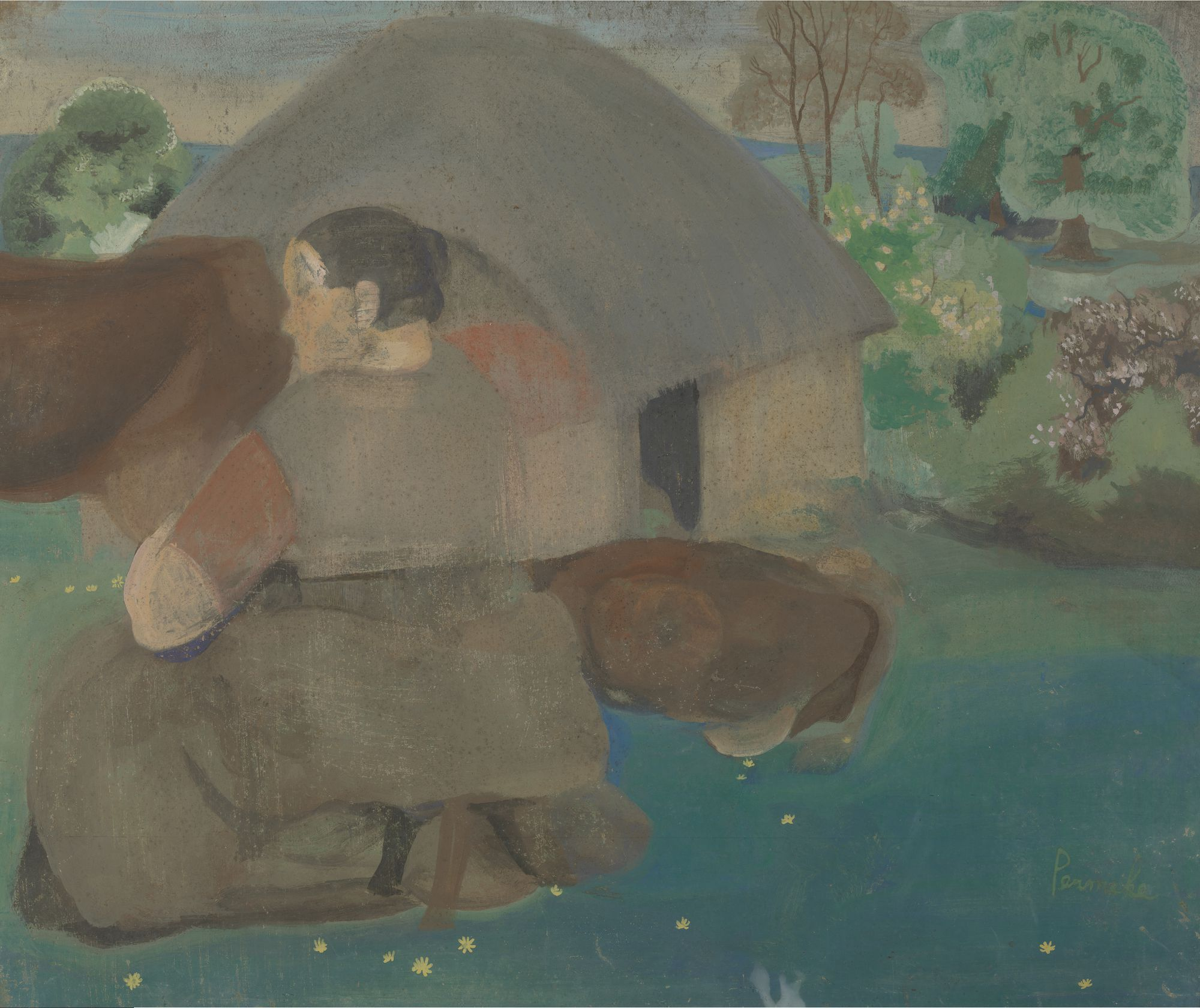
Ode aan Vlaanderen 1915 (ca.)

### Jabbeke

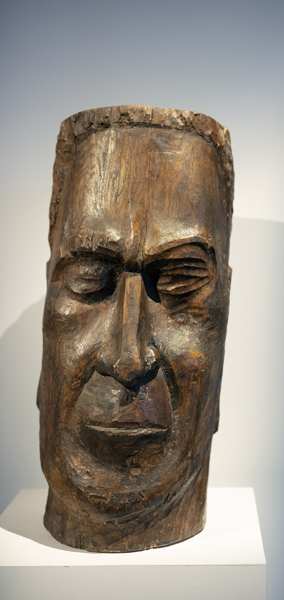
Zelfportret (1940)

In 1928 besloot Permeke om zich met het gezin definitief in Jabbeke te vestigen; hij kocht er een stuk land en vroeg zijn vriend Pierre Vandervoort om er een huis voor te ontwerpen; eind 1929 betrok hij zijn nieuwe huis "De Vier Winden". In Jabbeke domineerde in zijn werk nu 'de boer en zijn akker'; hij maakte er in de omgeving talloze schetsen, zoals in Snellegem en in Aartrijke, die hij in zijn atelier op doek uitwerkte tot grote landschappen, zoals De rode daken, van 1929. De werken van deze jaren zijn weer sterker geconstrueerd en met veel zin voor evenwicht opgebouwd. Wellicht verwijst hun grote formaat naar het filmdoek, want Permeke was een geregelde bioscoopbezoeker en stichtte met o.a. Henri Storck en Félix Labisse de Oostendse filmclub.
Naast zijn grote doeken maakte hij ook grote tekeningen waarin de mens volledig de compositie beheerst; ze staan centraal op de voorgrond. Het levensgrote formaat en het imposante van de menselijke gestaltes maken deze werken op papier zo indrukwekkend. In Jabbeke ontplooide Permeke ten volle zijn barokke kracht in een enorme productiviteit, met meesterwerken als "Gouden Oogst" (1935), "De Grote Marine" (1935), "Moederschap" (1936), "Het Afscheid" (1948), en "Dagelijks Brood" (1950).
In 1934 kreeg hij de internationale erkenning ten volle, bij zijn deelname aan de "Biënnale van Venetië". Ook in 1926 had hij reeds België vertegenwoordigd, samen met zijn vrienden Frits Van den Berghe en Gust De Smet, in dezelfde stad, op de XVde Internationale Expositie.
Permeke ontpopte zich eerst in 1937 als beeldhouwer. Hierin zocht hij het isoleren van de menselijke figuur, alweer in een indrukwekkend monumentaal gebeuren. Vanaf 1938 tot de oorlog hield hij zich (naast tekenen) alleen nog bezig met het maken van beelden; hij begon in een ruw expressionistische stijl, maar al snel werd zijn stijl gepolijster. Zijn werk werd niet door iedereen goed ontvangen; uit krantenartikelen uit 1939-40 sprak eerst een verwachting, dan teleurstelling. Hij richtte zich in zijn beeldhouwwerk op enkele uitzonderingen na vrijwel uitsluitend op het vrouwelijk naakt; uitzonderingen zijn onder meer een Christuskop en handen van Christus (1937) en een Zelfportret (1940). Zijn beelden "De Zaaier" (1939), de grote "Niobe" (1946) en "De Drie Gratiën" (1949) gaven gestalte aan een beheerste monumentaliteit in een mythologische expressie.
Permeke zelf aan het woord in 1938, over beeldhouwen:
 'Beeldhouwen is een kunst voor blinden..  .Ik worstel nu met klei die opdroogt en instort, met het pleister dat breekt en verrot, met de gebakken aarde die krimpt, met het hout dat barst. En hoed u voor specialisten in het vak – bronsgieters, steenkappers en anderen. Slaaf van wat ze geleerd hebben, van oude gewoonten die ze met kunst verwarren, knippen zij de vleugels kort aan alle vrije en vroolijke uitvinding..  .De boetseertechniek is geen confectiepak dat voor alle beelden past. Er bestaat maar één echte uitdrukkingswijze; deze welke men uitvindt naarmate men haar noodig heeft.' 

### Tweede Wereldoorlog
De oorlogsperiode 1940-1944 werd voor Permeke, zowel menselijk als artistiek, een tragedie. Zijn zoon Paul werd door de Duitsers weggevoerd en zou de gehele oorlogstijd krijgsgevangen blijven; met een intensieve briefwisseling steunden ze elkaar. Zijn eigen kunst, zoals het gehele Expressionisme, werd als "entartet" beschouwd; zijn tentoonstelling in de Brusselse galerie Breughel werd daarom in oktober 1941 gesloten. Ook was het hem vanaf die tijd verboden te schilderen. Verbitterd zocht hij te Brussel een tijdelijke verblijfplaats, voor zichzelf, en om zijn werk in veiligheid te stellen, daar Jabbeke in het Sperrgebiet lag. Toch kreeg hij in dezelfde galerie in 1943 weer een tentoonstelling, die hem opnieuw sterk in de actualiteit bracht. Het jaar daarvoor was hij in galerie Apollo gepresenteerd onder de titel 'Les Constructeurs', samen met Jean Brusselmans, De Smet en Floris Jespers. De dood van De Smet in 1943 (Van den Berghe was al in 1939 gestorven) greep hem erg aan. Tijdens de oorlogsjaren maakte Permeke vele honderden kleine schetsen als voorstudies voor zijn beeldhouwwerk. Begin 1944 werden 130 van zijn grote en kleinere naakttekeningen tentoongesteld in het Paleis van Schone Kunsten in Brussel; de recensies waren overwegend negatief: 'entartete Kunst'. Het Paleis werd kort erna tijdelijk gesloten!

### Na de oorlog
Na de oorlog werd hij in december 1945 benoemd tot directeur van het Nationaal Hoger Instituut en de Koninklijke Academie te Antwerpen, als opvolger van Isidore Opsomer. Bij deze benoeming had hij echter zijn persoonlijke voorwaarden gesteld. Nog geen jaar later, in oktober 1946, nam hij al ontslag en gaf de toorts door aan zijn goede vriend Henri Puvrez. Intussen was zijn zoon uit het gevangenkamp teruggekeerd en vond Permeke zijn werkkracht terug in vernieuwde levensvreugde.
Het summum van zijn carrière bereikte Permeke op zijn retrospectieve expositie te Parijs, in 1947-1948. De feestelijke vreugde werd echter brutaal verdrongen door het overlijden van zijn echtgenote Marietje na een slepende ziekte, op 3 mei 1948. Hij werd scherp getekend door dit drama en, verzorgd door zijn dochter Thérèse, sukkelde hij met zijn gezondheid. Ook raakte hij verbitterd: op de belangstelling voor de jongere kunstenaars en op de aandacht voor de Latemse kunstenaarskolonie, waar hij zelf deel van had uitgemaakt, maar zich er niet langer mee verbonden voelde.
Moreel gesteund door Mevrouw d'Ydewalle hernam hij in 1950 toch enigszins zijn creatieve activiteit en maakte nog enkele prachtige schilderijen zoals Het dagelijks brood ; zijn impulsief expressieve kracht vertoonde nu een zekere verfijning in tekening en in kleur. Iets later ontstond "De dame met de rode handschoenen" (1951), naast andere portretten. Op voorstel van de Franse Fauvisme-schilder Maurice de Vlaminck maakte hij in de lente van 1951 samen met zijn zoon Paul een tiendaagse reis naar Bretagne, waarbij hij het bekende Pont-Aven van Paul Gauguin aandeed. Thuisgekomen maakte hij uit zijn geheugen zeven Bretonse landschappen. Na deze reis begon ziekte zijn gezondheid kennelijk te ondermijnen; hij leed aan kanker. In november van dat jaar moest hij het bed houden en werd 4 januari 1952 in allerijl opgenomen; Permeke stierf dezelfde dag op 65-jarige leeftijd in het ziekenhuis te Oostende. Op 8 januari werd hij te Jabbeke begraven, naast zijn "Marietje"; op hun graf had hij al een beeldhouwwerk van die andere bekende Latemnaar Georges Minne laten plaatsen.

## Permekes zwart
Een fijnschilder als Carel Willink beweerde in 1949 dat de schilderijen van Permeke 'door onoordeelkundig schilderen in luttele jaren zwart en levenloos zijn geworden'. Willy Van den Bussche vond deze uitspraak, die veel invloed zou krijgen op de latere appreciatie van het werk van Permeke, te ver gaan. Alle schilderijen die dik in de verf zitten hebben volgens hem een problematisch en specifiek verouderingsproces; het later na-donkeren van met name het werk van Permeke wees hij dan ook van de hand. Ook was er bij Permeke de negatieve associatie van het schadelijke 'bitumen', die bij het schilderen ter plekke de kleur doet opgloeien, maar later genadeloos veel kleuren in het schilderij vernietigt. Dit is in een aantal werken van de vroegere schilder Jozef Israëls gebeurd. Deze negatieve associatie tussen bitumen en Permeke's werk werd nota bene gelegd in een lovende artikel over zijn schilderkunst, van de beide broers Haesaerts in 1930.
Van den Bussche stelde in 2012 dat Permeke met het vele zwart een eenheid tot stand wilde brengen tussen de verfmaterie en de voorstelling in zijn werk, om zo de verbondenheid met de aarde uit te drukken. Het vaak gebruikte zwart gaf volgens hem aan Permeke's schilderijen de draagkracht, waaruit hij als het ware zijn figuren geboren liet worden. Als illustratie voor zijn bewering refereerde hij naar onderstaande citaat van de broers Haesaerts uit 1930, om te bewijzen dat het zwart in de werken van Permeke nooit later heeft na-gedonkerd. Het vele zwart werd door hem zo gebruikt en was dus ook werkelijk zo bedoeld om de intensiteit die Permeke in zijn schilderij wilde bereiken bewust tot stand te brengen. Hier de beide broers aan het woord:
 'Ik herinner mij een schilderij van Permeke dat niets anders voorstelde dan een zwarte rechthoek - jawel, helemaal zwart. Slechts ten koste van een grote inspanning - waarbij de ogen geleidelijk aan de duisternis gewend raakten - kon je de zware, embryonale vormen van enkele slapende figuren onderscheiden. Duisternis, slapende wezens, aarde en lichamen met elkaar versmolten..' 
Van den Bussche erkende wel degelijk dat er veel door Permeke werd overgeschilderd in verflagen, maar dat daarbij de donkere bovenliggende tonen (vaak zwart) de kleur van de onderliggende lagen laten doorschijnen, wat een specifieke eigenschap is van de olieverf. Dit is een verwante techniek als die van Rembrandt, die door Permeke dan ook sterk werd bewonderd.

## Het Permekemuseum
Permeke had als wens dat na zijn overlijden zijn woonhuis en atelier opengesteld zou worden voor het publiek als een museum; de familie opende het vanaf 16 november 1952. In 1959-60 werd zijn huis, inclusief de daar aanwezige werken, aangekocht door de provincie West-Vlaanderen en in 1961 opengesteld als museum - waarmee de wens van de kunstenaar definitief in vervulling ging. Destijds bestond de boedel uit 121 werken van Permeke, maar deze is in de loop der jaren aangevuld met werk van onder andere Pierre Devos, Frits van den Berghe en Floris Jespers. Het Permekemuseum is, samen met het Ensorhuis, een satellietmuseum van het Mu.ZEE in Oostende.

## Trivia

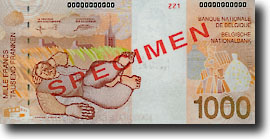
keerzijde van het biljet van 1000 BEF

- Straatnamen in Aartselaar, Antwerpen, Brussel (Evere), Eindhoven, Evergem, Ertvelde, Helmond, Ichtegem,  Jabbeke, Kortrijk, Oostende, Oostkamp, Nieuwpoort, Reet, Rumbeke (Roeselare), Sint-Martens-Latem, Waregem, Wevelgem, Zwevegem.
- De Openbare bibliotheek in Antwerpen is genoemd naar Oscar Permeke (een volle neef van Constant) die een garage had in hetzelfde pand. Veel mensen denken echter ten onrechte dat de bibliotheek de naam kreeg van de beroemde schilder.
- Gedenkplaat aan het huis in de Langestraat in Oostende waar hij korte tijd woonde tijdens het interbellum
- Postzegels: emissies door de Belgische posterijen in 1957 (in de Culturele Reeks), in 1961 (Antitering 1961-1962) en in 1993 (thema "Hedendaagse Kunst").
- Het laatste biljet van 1000 BEF was aan hem gewijd.
- Dodenmasker door Constant Lambrecht in het Kunstmuseum aan Zee in Oostende.

## Publieke collecties
Werken van Constant Permeke zijn in de openbare collecties van: 
- Museum de Fundatie in Zwolle
- Van Abbemuseum
- Rijksmuseum Twenthe
- Museum Dhondt-Dhaenensin Deurle
- Museum van Deinze en de Leiestreek

## Tentoonstellingen
- 1927; Europäische Kunst der Gegenwart, in de kunsthalle hamburg, georganiseerd door Zentenaraustellung des Kunstvereins Hamburg (cat. 12)
- 2004: Constant Permeke, in het Gemeentemuseum Den Haag (4 september t/m 5 december)
- 2012: Constant Permeke: Retrospective in BOZAR in Brussel
- 2020: Over Permeke. Met de klankkleur van een basviool, in de Venetiaanse Gaanderijen, Oostende (van 6 juni tot 8 november)[7]